# Liste der denkmalgeschützten Objekte im Okres Sokolov
Grundlage dieser Liste der denkmalgeschützten Objekte im Okres Sokolov ist die ÚSKP-Liste (tschechisch Ústřední seznam kulturních památek České republiky ‚Zentrale Liste der Kulturdenkmäler der Tschechischen Republik‘), die von der tschechischen Denkmalschutzbehörde NPÚ (tschechisch Národní památkový ústav ‚Nationale Denkmalbehörde‘) seit 1987 geführt wird und an die seit dem Jahre 1850 geschaffenen Listen anschließt.
Die folgenden Angaben ersetzen nicht die rechtsverbindliche Auskunft der Denkmalbehörde.
Die denkmalgeschützten Objekte werden hier für die einzelnen Gemeinden im Okres Sokolov aufgelistet. Außerdem gibt es separate Listen für folgende Orte:
- Liste der denkmalgeschützten Objekte in Horní Slavkov
- Liste der denkmalgeschützten Objekte in Kraslice
- Liste der denkmalgeschützten Objekte in Krásno nad Teplou
- Liste der denkmalgeschützten Objekte in Kynšperk nad Ohří
- Liste der denkmalgeschützten Objekte in Loket
- Liste der denkmalgeschützten Objekte in Sokolov

## Březová(Brösau)
| Lage                                                                                                | Objekt                                | Beschreibung                                            | ÚSKP-Nr.                  | Bild           |
| --------------------------------------------------------------------------------------------------- | ------------------------------------- | ------------------------------------------------------- | ------------------------- | -------------- |
| Březová 10 (Standort)                                                                               | Bauernhaus Nr. 10                     | Bauerngehöft                                            | 31672/4-562 Info Katalog  | weitere Bilder |
| Arnoltov 52, an der Landstraße am Abzweig nach Arnoltov (Standort)                                  | Gasthaus Spiegel                      | Ausflugsrestaurant Spiegel                              | 11318/4-5077 Info Katalog | weitere Bilder |
| Kostelní Bříza 1 (Standort)                                                                         | Schlosspark Kostelní Bříza            | Schloss, davon nur: Schlosspark mit Einfriedung         | 31899/4-619 Info Katalog  | weitere Bilder |
| Kostelní Bříza, Dorfplatz (Standort)                                                                | Bildstock                             | Bildstock                                               | 12425/4-4821 Info Katalog | weitere Bilder |
| Kostelní Bříza, an der Westseite des Friedhofs (Standort)                                           | Feste                                 | Feste, archäologische Spuren                            | 45684/4-622 Info Katalog  | weitere Bilder |
| Kostelní Bříza 16, Dorfplatz (Standort)                                                             | Gasthaus Zartner (Zartnerův hostinec) | Gasthaus Zartner (fälschlicherweise Herrenhaus Zartner) | 38835/4-620 Info Katalog  | weitere Bilder |
| Kostelní Bříza, im Ortszentrum (Standort)                                                           | Kirche St. Peter und Paul             | Kirche St. Peter und Paul                               | 35652/4-621 Info Katalog  | weitere Bilder |
| Kostelní Bříza, nordwestlich der Kirche (Standort)                                                  | Kapelle                               | Kapelle                                                 | 47628/4-4331 Info Katalog | weitere Bilder |
| Rudolec, 0,5 km südöstlich von Rudolec (Standort)                                                   | Sühnekreuz                            | Sühnekreuz                                              | 10688/4-5010 Info Katalog | weitere Bilder |
| Studánka, im Wald oberhalb der Forststraße bei den ehemaligen Dörfern Studánka und Týmov (Standort) | Sühnekreuz                            | Sühnekreuz                                              | 50205/4-5175 Info Katalog | BW             |

## Bublava(Schwaderbach)
| Lage                               | Objekt                               | Beschreibung                         | ÚSKP-Nr.                 | Bild                                 |
| ---------------------------------- | ------------------------------------ | ------------------------------------ | ------------------------ | ------------------------------------ |
| Bublava, im Ortszentrum (Standort) | Denkmal für die Opfer des Faschismus | Denkmal für die Opfer des Faschismus | 31245/4-563 Info Katalog | Denkmal für die Opfer des Faschismus |

## Chlum Svaté Maří(Maria Kulm)
| Lage                                                                                               | Objekt                            | Beschreibung | ÚSKP-Nr.                  | Bild           |
| -------------------------------------------------------------------------------------------------- | --------------------------------- | --- | ------------------------- | -------------- |
| Chlum Svaté Maří, nám. J. W. Goetheho 1 (Standort)                                                 | Wallfahrtskirche Maria Kulm       | Propstei und Wallfahrtskirche St. Maria Magdalena der Kreuzherren mit dem Roten Stern. Die Wallfahrtskirche St. Maria Magdalena und das Pfarrhaus wurden in den Jahren 1687–1728 errichtet. Am Bau beteiligt waren zuerst Jean Baptiste Mathey (um 1630–1695), danach der bedeutende Barockbaumeister Christoph Dientzenhofer und dessen Polier W. Braunbock. Zum Gebäudekomplex gehören folgende Einzeldenkmale: - Wallfahrtskirche – mit den Türmen der Kirche in der Westfassade 1687–1691 erbaut, die Kirche 1692–1702 - Ovale Gnadenkapelle von 1691/92 in die Westfassade der Kirche integriert - Rechteckiger Kreuzgang mit Eckkapellen, erbaut in 1705–1722 und 1725–1728 - Auf der Nordseite ist der Kreuzgang mit dem Pfarrhaus verbunden, dreiflügelig, mit einem weiteren Innenhof von 1723–1728 - Einstöckiges Barockgebäude südlich der Westfassade (vermutlich die sogenannte neue Schule aus dem Jahr 1722) - Auf der Ostseite befindet sich eine Terrasse mit einer Treppe, die die Unterschiede im absteigenden Gelände ausgleicht und vom Kreuzgang zum Friedhof führt - Innerhalb des Wallfahrtskomplexe befinden sich weiter denkmalgeschützte Bauwerke (Nationales Kulturdenkmal) | 21448/4-595 Info Katalog  | weitere Bilder |
| Chlum Svaté Maří, Mírová (Standort)                                                                | Ecce homo Statue                  | Sandsteinstatue Ecce homo von Karl Wilfert dem Älteren auf hohem Sockel aus dem letzten Viertel des 19. Jahrhunderts | 53704/4-596 Info Katalog  | weitere Bilder |
| Chlum Svaté Maří, am Garten von Haus Nr. 167 (Standort)                                            | Sühnekreuz                        | Steinernes Sühnekreuz. Monolithisches Steinkreuz ohne Inschrift und Relief. Grob gehauenes Granitelement in Form eines lateinischen Kreuzes. | 10188/4-4969 Info Katalog | Sühnekreuz     |
| Chlum Svaté Maří, 0,6 km nordöstlich vom Ort, an der unbefestigten Straße nach Bukovany (Standort) | Sühnekreuz                        | Steinernes Sühnekreuz spätmittelalterlicher oder frühneuzeitlicher Herkunft. Granitkreuz in der Form eines griechischen Kreuz ohne Inschrift und Relief. | 106363 Info Katalog       | Sühnekreuz     |
| Chlum Svaté Maří (Standort)                                                                        | Denkmal für Johann Michael Kahler | Das klassizistische Denkmal für Johann Michael Kahler bezieht sich auf den tragischen Tod des Besitzers der Güter Littengrün (Lítov) und Neuhof (Nový Dvůr) am 22. August 1811im Wald, vermutlich durch einen Jagdunfall. Ein kleines Granitobjekt in Form einer viereckigen Pyramide (Obelisk), ursprünglich mit einer kleinen Kugel. | 106588 Info Katalog       | weitere Bilder |

## Chodov(Chodau)
| Lage                                                      | Objekt                    | Beschreibung | ÚSKP-Nr.                 | Bild           |
| --------------------------------------------------------- | ------------------------- | --- | ------------------------ | -------------- |
| Chodov, náměstí Míru (Standort)                           | Kirche des hl. Laurentius | Kirche des hl. Laurentius, erbaut in den Jahren 1725–1733 vom Baumeister W. Braunbock anstelle der alten Kirche von 1658, einschiffiges Gebäude mit einem prismatischen Vorderturm und einem vierseitigen Presbyterium                                                         | 31273/4-597 Info Katalog | weitere Bilder |
| Chodov, náměstí Míru, u kostela, pp. 3/1 (Standort)       | Statue des hl. Sebastian  | Statue des hl. Sebastian, frühbarocke Granitstatue des Heiligen auf einem prismatischen Sockel, vermutlich aus dem Jahr 1673 vom damaligen Besitzer der Herrschaft, Johann Wilhelm von Plankenheim.                                                                            | 28119/4-600 Info Katalog | weitere Bilder |
| Chodov, náměstí Míru, bei der Laurentiuskirche (Standort) | Bildstock                 | Bildstock, teilweise archäologische Spuren. Sandsteinarbeit aus der Spätrenaissance (1672), errichtet vom Besitzer des Herrenhauses, Johann Wilhelm von Plankenheim, 1898 an den heutigen Standort verlegt.                                                                    | 40193/4-598 Info Katalog | Bildstock      |
| Chodov, Staroměstská (Standort)                           | Mariensäule               | Mariensäule, eine frühbarocke Sandsteinsäule, urspr. 1675 errichtet durch Johann Wilhelm von Plankenheim, jetzt mit einer Kopie der Marienskulptur (das Original wurde 1991 gestohlen, der akademische Bildhauer Jan Bradna (* 1943) schuf 1994 eine Kopie aus Kunststein).    | 28083/4-599 Info Katalog | weitere Bilder |
| Chodov, Dukelských hrdinů (Standort)                      | Evangelische Kirche       | Evangelische Kirche auf rechteckigem Grundriss mit viereckigem Presbyterium und prismatischem Turm, erbaut 1906/07 nach dem Entwurf des Leipziger Architekten Julius Zeißig (1855–1930) im dekorativen Jugendstil. Die Kirche wurde als „Kirche des Heiligen Kreuzes“ geweiht. | 106289 Info Katalog      | weitere Bilder |

## Citice(Zieditz)
| Lage                                  | Objekt                                         | Beschreibung          | ÚSKP-Nr.                 | Bild           |
| ------------------------------------- | ---------------------------------------------- | --------------------- | ------------------------ | -------------- |
| Citice, an der Hauptstraße (Standort) | Bergbaustreik-Denkmal (Pomník hornické stávky) | Bergbaustreik-Denkmal | 17106/4-564 Info Katalog | weitere Bilder |

## Dasnice(Daßnitz)
| Lage                                          | Objekt                 | Beschreibung          | ÚSKP-Nr.                  | Bild           |
| --------------------------------------------- | ---------------------- | --------------------- | ------------------------- | -------------- |
| Dasnice, Chlumek 97 (Standort)                | Speicher – ehem. Feste | Getreidespeicher      | 15283/4-566 Info Katalog  | weitere Bilder |
| Dasnice, Chlumek 91 (Standort)                | Altes Schloss Dasnice  | Altes Schloss Dasnice | 14526/4-567 Info Katalog  | weitere Bilder |
| Dasnice, am Garten vom Haus Nr. 69 (Standort) | Sühnekreuz             | Sühnekreuz            | 10510/4-4999 Info Katalog | weitere Bilder |

## Dolní Nivy(Unterneugrün)
| Lage                             | Objekt | Beschreibung                 | ÚSKP-Nr.                 | Bild |
| -------------------------------- | ------ | ---------------------------- | ------------------------ | ---- |
| Boučí, am Haus Nr. 57 (Standort) | Feste  | Feste, archäologische Spuren | 15037/4-570 Info Katalog | BW   |

## Habartov(Habersbirk)
| Lage                                                                                | Objekt                                                               | Beschreibung                                                                                  | ÚSKP-Nr.                  | Bild                                                                 |
| ----------------------------------------------------------------------------------- | -------------------------------------------------------------------- | --------------------------------------------------------------------------------------------- | ------------------------- | -------------------------------------------------------------------- |
| Habartov, Städtischer Friedhof (Standort)                                           | Grabstätte von Johann und Gustav Hochberger                          | Grabsteine von Johann Hochberger (1777–1866), Besitzer des Mineralwerks und Gustav Hochberger | 102465 Info Katalog       | weitere Bilder                                                       |
| Habartov, an der Kreuzung von Čs. Armee-, 1. Mai- und Karel Čapek-Straße (Standort) | Denkmal für den erschossenen Gendarmen (Pomník zastřelených četníků) | Denkmal für den erschossenen Gendarmen († 13. September 1938)                                 | 24798/4-4093 Info Katalog | Denkmal für den erschossenen Gendarmen (Pomník zastřelených četníků) |

## Jindřichovice(Heinrichsgrün)
| Lage                                         | Objekt                              | Beschreibung                        | ÚSKP-Nr.                  | Bild           |
| -------------------------------------------- | ----------------------------------- | ----------------------------------- | ------------------------- | -------------- |
| Jindřichovice, Dorfplatz (Standort)          | Statue des hl. Johannes von Nepomuk | Statue des hl. Johannes von Nepomuk | 40100/4-609 Info Katalog  | weitere Bilder |
| Jindřichovice (Standort)                     | St.-Martins-Kirche                  | Kirche des hl. Martin               | 37517/4-607 Info Katalog  | weitere Bilder |
| Jindřichovice, westlich vom Ort (Standort)   | Mausoleum                           | Mausoleum                           | 45129/4-610 Info Katalog  | weitere Bilder |
| Jindřichovice 111 (Standort)                 | Pfarrhaus                           | Pfarrhaus                           | 36396/4-608 Info Katalog  | weitere Bilder |
| Jindřichovice, südöstlich vom Ort (Standort) | Sühnekreuz                          | Sühnekreuz                          | 20208/4-4988 Info Katalog | Sühnekreuz     |
| Jindřichovice 1 (Standort)                   | Schloss Jindřichovice               | Schloss Heinrichsgrün               | 17475/4-606 Info Katalog  | weitere Bilder |

## Josefov(Josefsdorf)
| Lage                                                                                             | Objekt                                            | Beschreibung | ÚSKP-Nr.                  | Bild                         |
| ------------------------------------------------------------------------------------------------ | ------------------------------------------------- | --- | ------------------------- | ---------------------------- |
| Hřebeny (Standort)                                                                               | Speicher                                          | Speicher | 104010 Info Katalog       | weitere Bilder               |
| Hřebeny 1 (Standort)                                                                             | Schlossruine Hartenberg (Hrad a zámek Hartenberg) | Burg- und Schlossruine Hartenberg                                                                                       | 36028/4-696 Info Katalog  | weitere Bilder               |
| Hřebeny 1 (Standort)                                                                             | Socha Panny Marie Immaculaty                      | Statue der Unbefleckten Jungfrau Maria, urspr. an der Zufahrtstraße zum Schloss Hartenberg, seit 2007 im Museum Sokolov | 46874/4-697 Info Katalog  | Socha Panny Marie Immaculaty |
| Hřebeny, am Westufer des Flusses Zwota (Svatava), in der Nähe der ersten Mühle Nr. 28 (Standort) | Sühnekreuz                                        | Sühnekreuz | 50120/4-5168 Info Katalog | Sühnekreuz                   |

## Kaceřov(Katzengrün)
| Lage                                                                          | Objekt                            | Beschreibung                              | ÚSKP-Nr.                 | Bild           |
| ----------------------------------------------------------------------------- | --------------------------------- | ----------------------------------------- | ------------------------ | -------------- |
| Kaceřov 1 (Standort)                                                          | Schloss Kaceřov                   | Schloss Katzengrün                        | 17823/4-611 Info Katalog | weitere Bilder |
| Kaceřov, při čp. 26 (Standort)                                                | Relief der hl. Dreifaltigkeit     | Standbild – Relief der hl. Dreifaltigkeit | 18656/4-613 Info Katalog | weitere Bilder |
| Kaceřov, im östlichen Teil des Schlossparks am Hang über dem Teich (Standort) | Feste                             | Feste, archäologische Spuren              | 14982/4-615 Info Katalog | Feste          |
| Kaceřov, am Haus Nr. 28 (Standort)                                            | Statue des hl. Antonius von Padua | Statue des hl. Antonius von Padua         | 36735/4-614 Info Katalog | weitere Bilder |

## Krajková(Gossengrün)
| Lage                                                          | Objekt                                      | Beschreibung                                | ÚSKP-Nr.                  | Bild               |
| ------------------------------------------------------------- | ------------------------------------------- | ------------------------------------------- | ------------------------- | ------------------ |
| Krajková 145 (Standort)                                       | Bauernhaus Nr. 145                          | Bauerngehöft                                | 33141/4-4094 Info Katalog | Bauernhaus Nr. 145 |
| Krajková, náměstí Karla IV. (Standort)                        | Mariensäule und Brunnen                     | Mariensäule und Brunnen                     | 36508/4-624 Info Katalog  | weitere Bilder     |
| Krajková, an der Straße zum Dorf Květná (Plumberg) (Standort) | Sühnekreuz und Bildstock                    | Sühnekreuz und Bildstock                    | 12398/4-4847 Info Katalog | weitere Bilder     |
| Krajková, im Garten bei Haus Nr. 329 (Standort)               | Statue der Unbefleckten Jungfrau Maria      | Statue der Unbefleckten Jungfrau Maria      | 104022 Info Katalog       | weitere Bilder     |
| Krajková, an der Straße nach Josefov, auf dem Feld (Standort) | Nischenkapelle des hl. Johannes von Nepomuk | Nischenkapelle des hl. Johannes von Nepomuk | 10386/4-4868 Info Katalog | weitere Bilder     |
| Krajková, náměstí Karla IV. (Standort)                        | Kostel svatých Petra a Pavla                | Kostel sv. Petra a Pavla                    | 22954/4-623 Info Katalog  | weitere Bilder     |
| Libnov, na Chlumku (Standort)                                 | Mariahilf-Kapelle                           | Mariahilf-Kapelle                           | 41850/4-625 Info Katalog  | weitere Bilder     |

## Královské Poříčí(Königswerth)
| Lage                                                    | Objekt                                    | Beschreibung                                                                                            | ÚSKP-Nr.                  | Bild           |
| ------------------------------------------------------- | ----------------------------------------- | --- | ------------------------- | -------------- |
| Královské Poříčí, Dlouhá 32 (Standort)                  | Bauernhaus Nr. 32                         | Bauerngehöft                                                                                            | 30123/4-631 Info Katalog  | weitere Bilder |
| Královské Poříčí, im Bergbaumuseum in Krásno (Standort) | Dampfmaschine vom Bergwerk Marie Majerová | Bergbaumaschine vom Kohlebergwerk Marieschacht, davon nur: Dampfmaschine, jetzt im Bergbaumuseum Krásno | 12824/4-4923 Info Katalog | weitere Bilder |
| Královské Poříčí, Dlouhá 7 (Standort)                   | Bauernhaus Nr. 7                          | Bauerngehöft                                                                                            | 19358/4-627 Info Katalog  | weitere Bilder |
| Královské Poříčí, Dlouhá 11 (Standort)                  | Bauernhaus Nr. 11                         | Bauerngehöft                                                                                            | 37686/4-628 Info Katalog  | weitere Bilder |
| Královské Poříčí (Standort)                             | Sühnekreuz                                | Sühnekreuz                                                                                              | 33717/4-605 Info Katalog  | Sühnekreuz     |
| Královské Poříčí, Dorfplatz (Standort)                  | Kirche der hl. Kunigunde                  | Kirche der hl. Kunigunde                                                                                | 35999/4-626 Info Katalog  | weitere Bilder |
| Královské Poříčí, etwa 0,5 km von der Kirche (Standort) | Wallburg Burgberk                         | Befestigte Siedlung – Wallburg Burgberk, archäologische Spuren                                          | 45706/4-632 Info Katalog  | weitere Bilder |

## Libavské Údolí(Liebauthal)
| Lage                                                                | Objekt                            | Beschreibung                                                                             | ÚSKP-Nr.                 | Bild           |
| ------------------------------------------------------------------- | --------------------------------- | ---------------------------------------------------------------------------------------- | ------------------------ | -------------- |
| Libavské Údolí, südlich vom Ort am Berg Hradiště (511 m) (Standort) | Kager, befestigte Siedlung Kolová | Befestigte Siedlung, genannt Kager (auch Starý zámek oder Kolová), archäologische Spuren | 45065/4-658 Info Katalog | weitere Bilder |

## Lomnice(Lanz)
| Lage                                                            | Objekt                 | Beschreibung                 | ÚSKP-Nr.                  | Bild           |
| --------------------------------------------------------------- | ---------------------- | ---------------------------- | ------------------------- | -------------- |
| Lomnice, Dorfplatz (Standort)                                   | Kirche des Hl. Ägidius | Kirche des Hl. Ägidius       | 31431/4-692 Info Katalog  | weitere Bilder |
| Lomnice, Pod Vrchem 52 (Standort)                               | Haus Nr. 52            | Bauernhaus                   | 45250/4-693 Info Katalog  | Haus Nr. 52    |
| Týn, Dvořákova 19 (Standort)                                    | Haus Nr. 19            | Bauernhaus                   | 45090/4-4095 Info Katalog | weitere Bilder |
| Týn, auf Grundstücken bei den Häusern Nr. 15, 16, 17 (Standort) | Feste                  | Feste, archäologische Spuren | 36952/4-694 Info Katalog  | BW             |

## Nová Ves(Neudorf b. Tepl)
| Lage                                     | Objekt                        | Beschreibung                  | ÚSKP-Nr.                 | Bild           |
| ---------------------------------------- | ----------------------------- | ----------------------------- | ------------------------ | -------------- |
| Nová Ves, Dorfplatz (Standort)           | Kirche der Hl. Dreifaltigkeit | Kirche der Hl. Dreifaltigkeit | 21109/4-698 Info Katalog | weitere Bilder |
| Nová Ves, am Weg zum Friedhof (Standort) | Dreifaltigkeitssäule          | Dreifaltigkeitssäule          | 104786 Info Katalog      | weitere Bilder |

## Oloví(Bleistadt)
| Lage                                                        | Objekt                           | Beschreibung                     | ÚSKP-Nr.                  | Bild           |
| ----------------------------------------------------------- | -------------------------------- | -------------------------------- | ------------------------- | -------------- |
| Oloví (Standort)                                            | Kirche des Hl. Erzengels Michael | Kirche des Hl. Erzengels Michael | 50699/4-5223 Info Katalog | weitere Bilder |
| Studenec, Horní Studenec, zwischen Nr. 23 und 36 (Standort) | Bildstock                        | Bildstock                        | 17869/4-695 Info Katalog  | weitere Bilder |

## Přebuz(Frühbuß)
| Lage                 | Objekt                      | Beschreibung                | ÚSKP-Nr.                 | Bild           |
| -------------------- | --------------------------- | --------------------------- | ------------------------ | -------------- |
| Přebuz 46 (Standort) | Haus Nr. 46                 | Bauernhaus                  | 102504 Info Katalog      | weitere Bilder |
| Přebuz (Standort)    | Kirche des hl. Bartholomäus | Kirche des hl. Bartholomäus | 35421/4-700 Info Katalog | weitere Bilder |

## Rovná(Ebmeth)
| Lage                          | Objekt               | Beschreibung                                                             | ÚSKP-Nr.                  | Bild           |
| ----------------------------- | -------------------- | ------------------------------------------------------------------------ | ------------------------- | -------------- |
| Čistá (Lauterbach) (Standort) | Zinnbergwerk Jeroným | Zinnbergwerk Jeroným in Čistá (Grube Hieronymus im ehem. Ort Lauterbach) | 44326/4-4515 Info Katalog | weitere Bilder |

## Šabina(Schaben)
| Lage                 | Objekt | Beschreibung                  | ÚSKP-Nr.                 | Bild           |
| -------------------- | ------ | ----------------------------- | ------------------------ | -------------- |
| Šabina 20 (Standort) | Feste  | Urspr. gotische Feste Schaben | 23669/4-659 Info Katalog | weitere Bilder |

## Šindelová(Schindlwald)
| Lage                                             | Objekt                       | Beschreibung                              | ÚSKP-Nr.                  | Bild                   |
| ------------------------------------------------ | ---------------------------- | ----------------------------------------- | ------------------------- | ---------------------- |
| Šindelová (Standort)                             | Hochofen Šindelová           | Eisenverhüttung – Hochofen in Schindlwald | 20147/4-711 Info Katalog  | weitere Bilder         |
| Šindelová 87 (Standort)                          | Schloss Favorit in Šindelová | Schloss Favorit                           | 38138/4-713 Info Katalog  | weitere Bilder         |
| Krásná Lípa (Standort)                           | Kirche des hl. Josef         | Kirche des hl. Josef                      | 32427/4-712 Info Katalog  | weitere Bilder         |
| Krásná Lípa, im Wald nördlich vom Ort (Standort) | Sühnekreuz – Pestsäule       | Sühnekreuz – Pestsäule                    | 10162/4-4993 Info Katalog | Sühnekreuz – Pestsäule |

## Staré Sedlo(Altsattl)
| Lage                                                 | Objekt                                                       | Beschreibung | ÚSKP-Nr.                  | Bild           |
| ---------------------------------------------------- | ------------------------------------------------------------ | --- | ------------------------- | -------------- |
| Staré Sedlo 100 (Standort)                           | Schloss Staré Sedlo                                          | Schloss Altsattl. Zum Denkmalkomplex gehören Schloss, Park, Einfriedung und Weg. Er befindet sich auf einem Felsen über dem Fluss Eger, errichtet 1816 an der Stelle eines Hofes. Zweistöckiges Gebäude mit rechteckigem Grundriss. Der Komplex besteht aus einem Schlossgebäude, einem Park und einer Stützmauer aus Steinblöcken unterschiedlicher Höhe, 2017 wurde die Statue des hl. Florian neuaufgestellt. | 29689/4-705 Info Katalog  | weitere Bilder |
| Staré Sedlo, Sokolovská, Luční, Hřbitovní (Standort) | Statue des hl. Johannes von Nepomuk                          | Spätbarocke Statue des hl. Johannes von Nepomuk in Lebensgröße in klassischer Darstellung aus Sandstein. Die Statue des Heiligen selbst ist 1,26 m hoch, die Gesamthöhe des Werkes mit dem prismatischen Sockel beträgt 2,94 m. Das Werk von 1819 vom Elbogener Bildhauer Johann Wildt. Im Jahr 2019 wurde die Statue von dem ursprünglichen, historisch dokumentierten Ort an der Šachetní-Straße vor dem Haus Nr. 125 entfernt, restauriert und an einem neuen Ort im Park an der Kreuzung der Straßen Sokolovská, Luční und Hřbitovní aufgestellt. | 106564 Info Katalog       | weitere Bilder |
| Staré Sedlo (Standort)                               | Erbstollen Johannes der Täufer (Dědičná štola Jana Křtitele) | Erbstollen Johannes der Täufer. Tiefes Kohlebergwerk Michael, davon nur: der Erbstollen Johannes des Täufers – ein Mundloch mit einer Stützmauer und ein Entwässerungsstollen von 950 m Länge. Der Stollen wurde 1815/16 von Johann David Starck am Standort Kyz gegraben, um das Grubenwasser zur Eger abzuleiten. Das Mundloch des Stollens wurde 1991/92 erneuert. | 50715/4-5221 Info Katalog | weitere Bilder |

## Svatava(Zwodau)
| Lage                                          | Objekt | Beschreibung | ÚSKP-Nr.                  | Bild                        |
| --------------------------------------------- | --- | --- | ------------------------- | --------------------------- |
| Svatava, Československé armády 273 (Standort) | Kirche der Unbefleckten Empfängnis der Jungfrau Maria mit Pfarrhaus (Kostel Neposkvrněného početí Panny Marie s farou) | Kirche der Unbefleckten Empfängnis der Jungfrau Maria mit Pfarrhaus                                                                        | 105341 Info Katalog       | weitere Bilder              |
| Svatava (Standort)                            | Statue des hl. Florian                                                                                                 | Statue des hl. Florian | 11948/4-4680 Info Katalog | weitere Bilder              |
| Svatava (Standort)                            | Denkmal für das Frauenkonzentrationslager                                                                              | Denkmal für das Frauenkonzentrationslager                                                                                                  | 19789/4-707 Info Katalog  | weitere Bilder              |
| Čistá, nordwestlich von Svatavy (Standort)    | Erb-Bergbau-Stollen Hernych                                                                                            | Tiefes Kohlenbergwerk im ehem. Čistá (Lauterbach), davon nur: Erbstollen und Bergbaustollen Hernych – Mundloch und der 225 m lange Stollen | 50716/4-5222 Info Katalog | Erb-Bergbau-Stollen Hernych |

## Tatrovice(Dotterwies)
| Lage                                                            | Objekt                              | Beschreibung | ÚSKP-Nr.                 | Bild           |
| --------------------------------------------------------------- | ----------------------------------- | --- | ------------------------ | -------------- |
| Tatrovice (Standort)                                            | Kirche des hl. Erhard               | Kirche des hl. Erhard mit den Einzeldenkmalen Kirche, Ölberg-Kapelle (nordöstlich der Kirche), Bildstock (nordöstlich der Kirche, östlich der Kapelle), Tor (nördlich der Kirche), die Umfassungsmauer des Friedhofs und das Kreuz an der Nordwand der Kirche | 37366/4-718 Info Katalog | weitere Bilder |
| Tatrovice, im Ortszentrum, gegenüber vom Haus Nr. 27 (Standort) | Statue des hl. Johannes von Nepomuk | Statue des hl. Johannes von Nepomuk | 105638 Info Katalog      | weitere Bilder |

## Těšovice(Teschwitz)
| Lage                                  | Objekt         | Beschreibung                 | ÚSKP-Nr.                  | Bild           |
| ------------------------------------- | -------------- | ---------------------------- | ------------------------- | -------------- |
| Těšovice 1 (Standort)                 | Feste Těšovice | Feste, archäologische Spuren | 39455/4-560 Info Katalog  | weitere Bilder |
| Těšovice, östlich vom Dorf (Standort) | Sühnekreuz     | Sühnekreuz                   | 10776/4-5017 Info Katalog | weitere Bilder |

## Vintířov(Wintersgrün)
| Lage                   | Objekt      | Beschreibung | ÚSKP-Nr.                 | Bild           |
| ---------------------- | ----------- | ------------ | ------------------------ | -------------- |
| Vintířov 19 (Standort) | Haus Nr. 19 | Bauernhaus   | 18447/4-716 Info Katalog | weitere Bilder |
| Vintířov 25 (Standort) | Haus Nr. 25 | Bauernhaus   | 34068/4-717 Info Katalog | weitere Bilder |